# Uprzedzenia (album Leniwca)
Uprzedzenia – drugi album jeleniogórskiej grupy muzycznej Leniwiec, wydany w 2003 roku. Na płycie jako bonusy znalazły się utwory z pierwszego albumu zespołu, oprócz utworu „Komunizm”.

## Skład
- Zbigniew „Mucha” Muczyński – wokal, gitara elektryczna
- Paweł „Cyna” Nykiel – puzon, akordeon, chórki
- Jarek „Okoń” Oczoś – perkusja, chórki
- Krzysztof „Krzychu” Herezo – gitara basowa

## Lista utworów
1. „Chcemy spokojnie żyć”
2. „Tydzień”
3. „Uprzedzenia”
4. „Herbata”
5. „Długa Historia Punk-Rocka”
6. „Leniwiec - Bracia Zwariowani”
7. „Rudy”
8. „Chopin”
9. „Uprzedzenia II (Martin Luther King)”
10. „Piosenka O Miłości”
11. „Harcerze”
12. „Hc”
13. „Narodowość Nieznana - Nationalität Unbekannt”

Bonusy z albumu „Z tarczą lub na tarczy”
1. „Deportacja 68”
2. „Zawiść”
3. „Heretyk”
4. „Plastikowe Kule”
5. „Reggae Dla Pana Prezydenta”
6. „K.S. Karkonosze”
7. „Koniec Świata”
8. „Jeszcze”
9. „Narodowość Nieznana”
10. „Skinheads Na Marsie”
11. „Leniwiec”
12. „Pośmiertnie Odznaczeni”
13. „Makulatura”
14. „Nasz Świat”

Bonus video
1. „Chcemy spokojnie żyć – Przystanek Woodstock 2001”